# Regraga
I Regraga sono una sottotribù della confederazione tribale berbera Masmuda. Sono anche una delle tre tribù che formavano la popolazione di Essaouira, in Marocco . I Regraga provenivano dalle montagne Jbel Hadid e introdussero l'islam nella regione; le altre tribù erano i berberi Haha e i Chiadma. In tachelhit, il termine regraga si riferisce a coloro che sono permeati della forza spirituale chiamata baraka; la tribù divenne nota con questo nome perché in epoca preislamica ricopriva un ruolo religioso di primo piano nella regione e per questo era considerata nobiltà.
Nei tempi moderni, il termine si riferisce anche a un pellegrinaggio effettuato ogni anno dalle tribù Chiadma del Jbel Hadid e dalle tribù Haha che vivono a sud-est di Essaouira, che si svolge in primavera e dura 40 giorni. Durante quelle settimane, i pellegrini visitano una serie di santuari locali, dalla foce del fiume Tensift a sud di Safi fino alla periferia settentrionale dell'Alto Atlante, compresa la stessa città di Essaouira. Si uniscono a uno dei due gruppi diversi in un tour dei santuari, fermandosi in ogni santuario lungo la strada. Un gruppo deve adornare in ogni santuario una tenda sacra fatta di fibre di palma e tinta con l'henné, l'altro gruppo arriva in processione con un muqaddim (leader religioso) in sella a un cavallo bianco.